# Brågarps socken
Brågarps socken i Skåne ingick i Bara härad och ingår sedan 1971 i Staffanstorps kommun, från 2016 inom Staffanstorps distrikt.
Socknens areal är 4,92 kvadratkilometer varav 4,91 land. År 1947 fanns här 376 invånare. En del av norra Staffanstorp med sockenkyrkan Brågarps kyrka ligger i socknen. 

## Administrativ historik
Socknen har medeltida ursprung. 
Vid kommunreformen 1862 övergick socknens ansvar för de kyrkliga frågorna till Brågarps församling och för de borgerliga frågorna bildades Brågarps landskommun. Landskommunen uppgick 1952 i Staffanstorps landskommun som ombildades 1971 till Staffanstorps kommun. Församlingen uppgick 1964 i Staffanstorps församling som uppgick 2000 i S:t Staffans församling.
1 januari 2016 inrättades distriktet Staffanstorp, med samma omfattning som Staffanstorps församling fick 1964 och vari detta sockenområde ingår.
Socknen har tillhört län, fögderier, tingslag och domsagor enligt vad som beskrivs i artikeln Bara härad. De indelta soldaterna tillhörde Södra skånska infanteriregementet och Skånska dragonregementet.

## Geografi
Brågarps socken ligger söder om Lund. Socknen är en odlingsbygd till del tätbebyggd.

## Fornlämningar
Från bronsåldern har en gravhög funnits, borrtagen på 1870-talet.

## Namnet
Namnet skrevs i början av 1400-talet Brokarp och kommer från kyrkbyn. Efterleden är torp, 'nybygge'. Förleden innehåller mansbinamnet Broki.